# Radovan vára
Radovan vára (horvátul: Utvrda Radovan), várhely Horvátországban, a Nagygordonya melletti Pavlovac határában.

## Fekvése
Pavlovacon, Pavlovac és Nagygordonya között, a Česma-folyó hídja után, a főút nyugati oldalán található.

## Története
1224-ben „Radovan” néven említik azt a várat, mely a falutól északnyugatra, a Česma partján állt és uradalmi központ volt. A mai név csak 1495-ben tűnik fel „Paulowcz” alakban. Templomát Szent Pálnak szentelték. 1501-ben említik Bertalan nevű papját is. A vár melletti település vásártartási joggal rendelkezett és magyarul „Zenithpal” néven bukkan fel a korabeli forrásokban. A várat és a települést 16. század közepén foglalta el a török, azóta rom volt.

## A vár mai állapota
Pavlovac és Nagygordonya között, a Česma-folyó hídja után a főút nyugati oldalán található a helyiek által Kolonak nevezett középkori régészeti lelőhely, mely nem más, mint egy középkori várhely. Nevét a rét közepén fekvő beerdősült terület kerek alakjáról kapta. Központi része 40-50 méterre emelkedik ki környezetéből, négy árok és falak maradványai övezik. A korabeli dokumentumok alapján az először 1224-ben „Radowan” néven említett várral azonosítják, melyben egy Szent Pálnak szentelt templom is állt.  Az egykori vár területére való belépést ma is megnehezíti a sáncok között hosszú ideig megmaradó víz. A helyet amatőr régészek többször is kutatták. A zágrábi régészeti múzeum részéről Tatjana Tkalčec végzett itt feltárásokat.